# Hortobágyi T. Cirill
Hortobágyi Tamás Cirill (Nagytálya, 1959. február 22. –) magyar katolikus pap, bencés szerzetes, pannonhalmi főapát, a Pannonhalmi Területi Apátság ordináriusa és a Magyar Bencés Kongregáció prézes apátja.

## Életpályája
Gyermekkorát Nagytályán és Makláron töltötte családjával.
Az általános iskolát Makláron végezte 1965-től 1973-ig, majd a Pannonhalmi Bencés Gimnáziumban folytatta tanulmányait 1973-tól 1977-ig, majd érettségije után augusztus 21-én öltötte magára a bencés szerzetesi ruhát. Katonai szolgálata után 1979-től 1983-ig a Szent Gellért Hittudományi Főiskola hallgatója volt Pannonhalmán, ahol teológus és hittanár végzettséget szerzett.
1983 és 1988 között az Eötvös Loránd Tudományegyetem biológia–földrajz szakos hallgatója volt, 1988-ban végzett középiskolai tanárként. Azóta folyamatosan tanít a Pannonhalmi Bencés Gimnáziumban. A Sapientia Szerzetesi Hittudományi Főiskola pannonhalmi Szent Gellért Szakkollégiumában szerzetesjogot és az ehhez kapcsolódó szerzetesi lelkiség tárgyat oktatja.
A pannonhalmi Szent Márton-bazilikában tett ünnepélyes fogadalmat, majd pappá szentelték 1985. augusztus 15-én. Egy évet a Budapesti Szent Benedek Tanulmányi Ház igazgatójaként és a Szent Szabina-kápolna lelkészeként szolgált. 1989–92 között a rendi növendékek nevelője volt, 1991 óta főmonostori perjel, 1993-tól a főapát gazdasági helyettese is. Ezen tisztségében a főapátság szociális, oktatási és kulturális intézményei felett a fenntartói jogokat, a főapátság vállalkozásai felett a tulajdonosi jogokat gyakorolja.
1988 óta a Főapáti Tanács, 1997 óta a Prézesi Tanács állandó tagja. 1994 és 1996 között a Pannonhalmi Bencés Gimnázium igazgatója volt. 1991-től a Bencés Diákszövetség vezetőségének tagja. A Budapesti Közgazdaságtudományi és Államigazgatási Egyetemen posztgraduális képzésben vett részt vezetés és szervezés szakon.
Kiemelt feladata volt a főapátság épületállományának az 1996-os millenniumra történő rekonstrukciójának irányítása. Ő indította el az „Apátsági termékcsalád” programot, amely célul tűzte ki a régi receptúrák felkutatását, az arra alapozó termékfejlesztést és gyártást. A munka egyik eredménye a ma már tizenkét gyógyteából álló „Pannonhalmi teacsalád”, több gyógynövénylikőr, borecetek, pannonhalmi levendulás termékek, szappanok és kozmetikumok. Az elmúlt évek során a főapátság hosszú távú turisztikai és marketingkommunikációs tervének elkészítését, továbbá az erre alapozott beruházásokat irányította.
A környezetvédelmi és területfejlesztési miniszter felkérésére tagja volt annak a magyar nemzeti bizottságnak, amely elkészítette az ENSZ 1992. évi Környezet és Fejlődés Világkonferenciájára a nemzeti beszámolót. Előadásokat tart gazdaság, erkölcs és tradicionális gyógynövénykultúra témakörben szakmai és népszerűsítő fórumokon, idehaza és külföldön egyaránt.
Folyamatosan részt vállal abban a küldetésben, hogy a modern médiaeszközök és kommunikációs csatornák felhasználásával minél érthetőbben és minél szélesebb kör számára hozzáférhetővé tegyék a főapátság ezeréves értékeit.

## Főapáti kinevezése
2018. január 6-án a Pannonhalmához tartozó negyven örökfogadalmas szerzetes Hortobágyi T. Cirill főmonostori perjelt választotta meg Szent Márton monostora új főapátjának. Ferenc pápa elfogadva a főmonostori konvent választásának eredményét, 2018. február 16-án Cirill atyát pannonhalmi főapáttá, illetve a Pannonhalmi Területi Apátság ordináriusává nevezte ki, ezzel ő lett Szent Asztrik apát nyolcvanhatodik utóda, a 996-ban alapított pannonhalmi monostor 87. apátja. Benedikálására (megáldására) 2018. március 21-én, Szent Benedek ünnepén került sor.

## Díjai, elismerései
- Kitaibel Pál-emlékérem
- Magyar Köztársasági elnöki emlékérem[9]
- Maklár község díszpolgára